# Jordi Garcés i Brusés
Jordi Garcés i Brusés (Barcelona, 25 de juny de 1945) és un arquitecte català.
Fill de Tomàs Garcés i Miravet, estudià a l'Escola Tècnica Superior d'Arquitectura de Barcelona, on es titulà el 1970. Durant els seus estudis treballa al despatx MBM Arquitectes i amb Ricard Bofill. Professor de Projectes a l'Escola Eina (1971-1973) i a l'Escola Tècnica Superior d'Arquitectura de Barcelona des de 1975. El 1987 es doctorà en arquitectura per la Universitat Politècnica de Catalunya. Catedràtic de Projectes des del 1990, ha sigut assessor en l'Organització de Ponències i Conferències del Congrés de la U.I.A.'96. Professor convidat a l'École Polytechnique Fédérale de Lausana (Suïssa), ha participat com a jurat en nombrosos concursos i premis. El 1991 guanyà el premi FAD, i el 1996 el premi Ciutat de Barcelona. Treballa associat amb Enric Sòria i Badia.
Pel que fa als seus dissenys, estan relacionats amb el món de l'interiorisme i l'arquitectura. D'entre aquests, cal destacar el llum de taula Sylvestrina (1974) o la font Alta (2004).

## Obra

### Museus

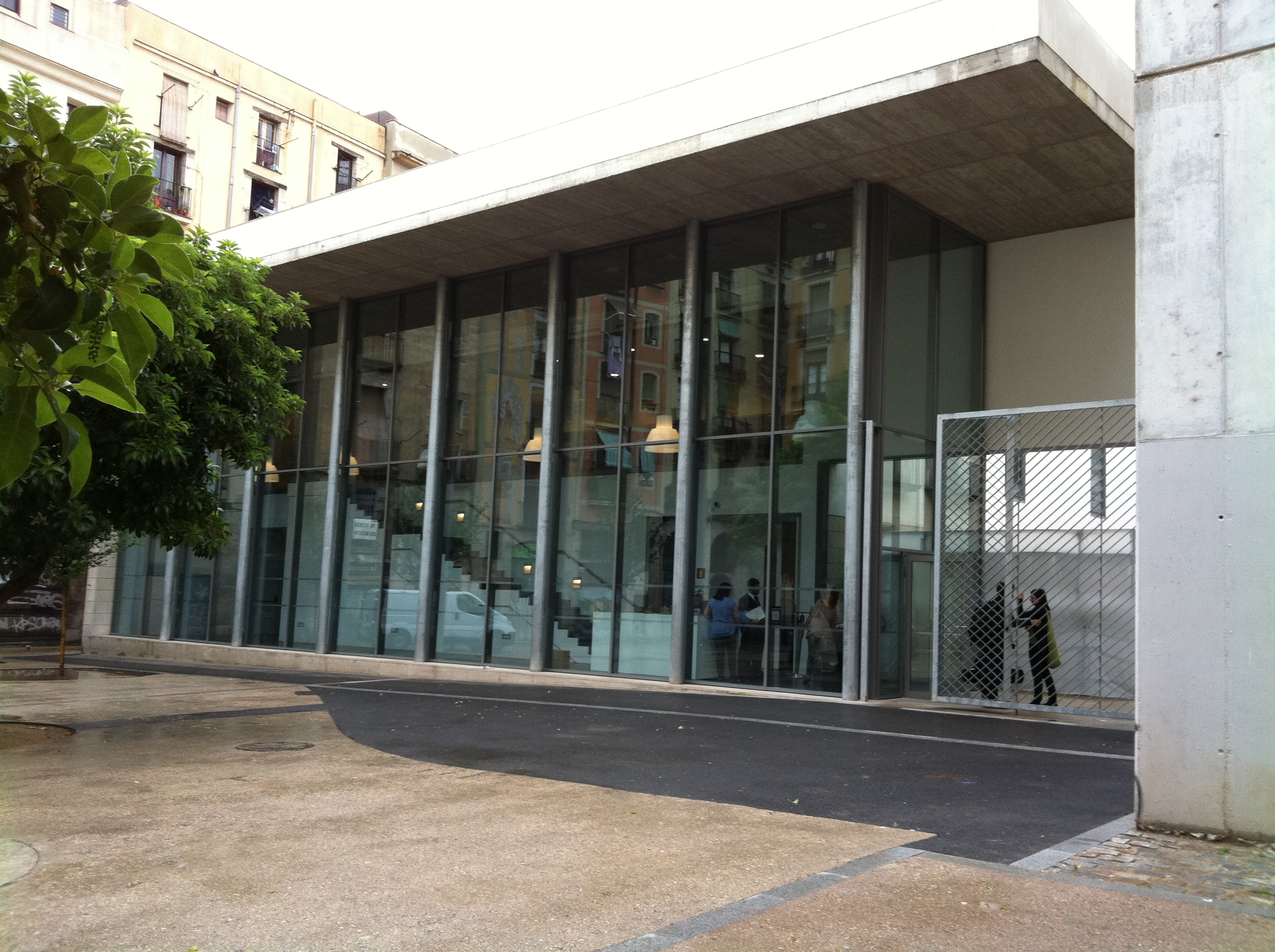
Nou edifici del Museu Picasso

- 1979-1987 Museu de la Ciència de Barcelona.
- 1981-2003 Museu Picasso de Barcelona.
- 1986-1990 Museu d'Art de Navarra (Pamplona).
- 1989-1993 Museu de la Ciència i el Cosmos de Tenerife.
- 1998-2000 Nova seu del Museu Egipci de Barcelona.
- 1998-1999 Fundació Gòdia, la seu del carrer València de Barcelona.
- 2007-2008 Fundació Gòdia, l'actual seu del carrer Diputació de Barcelona, dins de la casa Garriga Nogués.
- 2009-2010 La Farinera Costa, (Vic)
- 2010-2011 Ampliació del Museu Picasso de Barcelona

### Escoles
- 1986-1987 Escola de Pintura Mural a Sant Sadurní d'Anoia.
- 1992-1994 Escola pública a L'Hospitalet de Llobregat.
- 1996-1997 Àgora Jordi Rubió i Balaguer al Campus de la Ciutadella de la UPF.
- 1997-1999 Institut d'Ensenyança Secundària a Roda de Ter.
- 1999-2001 Edifici C.E.S.T.I.C. a l'Eix Macià de Sabadell.

### Altres obres
- 1982-1983 Centre Social a La Seu d'Urgell.
- 1983-1985 Centre d'Assistència Primària a Móra la Nova.
- 1989-1990 Hotel Plaza, Barcelona.
- 1990-1991 Pavelló Olímpic de la Vall d'Hebron, Barcelona.
- 1994-1996 Cinema-Teatre IMAX, Barcelona.